# Daniel Regner
Daniel Regner war ein französischer Hersteller von Automobilen.

## Unternehmensgeschichte
Das Unternehmen aus Paris begann 1905 mit der Produktion von Automobilen. Der Markenname lautete Regner. 1906 endete die Produktion.

## Fahrzeuge
Das einzige Modell 5 CV war ein Kleinwagen. Für den Antrieb sorgte ein Einzylindermotor. Die Motorleistung wurde mittels Riemen auf die Hinterachse übertragen. Die offene Karosserie bot Platz für zwei Personen.